# PR-800
A PR-800 é uma rodovia de acesso, pertencente ao governo do Paraná, que liga a cidade de Itaperuçu à PR-092, com extensão de 4,2 quilômetros, totalmente pavimentados.